# Saul Bellow
Saul Bellow (Lachine, 10 giugno 1915 – Brookline, 5 aprile 2005) è stato uno scrittore canadese naturalizzato statunitense.
Fu insignito del Premio Nobel per la letteratura nel 1976 con la seguente motivazione:

## Biografia
Nacque a Lachine, nel Quebec, col nome di Solomon Bellows, da una famiglia ebraico-lituana emigrata da San Pietroburgo nel 1915 in Canada, dove il cognome fu cambiato da Belo in Bellows. Il padre, Abraham Bellows, nato a Vilnius, importava tessuti e ne faceva commercio ambulante; la madre, Lescha (detta Liza) Gordin, era profondamente religiosa. Insieme avevano già avuto altri tre figli, nati nell'allora Impero Russo, prima di emigrare: Zelda (detta Jane), Movscha (detto Maurice) e Schmule (detto Sam), rispettivamente di 9, 7 e 4 anni più grandi di Solomon (detto Saul), nato al n. 130 di Eight Avenue, a Lachine, sobborgo poi parte di Montréal.
Nel 1918 la famiglia si trasferì in Saint Dominique Street, dove Saul nel 1923 si ammalò di polmonite e peritonite, passando sei mesi al Royal Victoria Hospital. Per alleviare le difficili condizioni economiche familiari, il padre per un periodo contrabbandò liquori negli Stati Uniti.
Nel 1924, il padre si trasferì a Chicago che, come molte città statunitensi in quel periodo, stava subendo profonde modificazioni urbane, attirando centinaia di migliaia di immigrati, soprattutto dall'Europa. Lavorò alla panetteria di un cugino, Louis Dworkin, e dopo qualche mese si fece raggiungere dalla famiglia che passò la frontiera illegalmente.
In questo contesto eterogeneo, multietnico e plurilinguistico (i genitori parlavano tra di loro russo e yiddish, i ragazzi inglese e yiddish, ma nelle strade canadesi si parlava francese), Saul Bellow ebbe la sua prima formazione culturale e morale. Infatti, quanto sia stato importante questo ambiente nella formazione della sua personalità, lo si riscontra nei suoi romanzi, tutti venati da profonde inquietudini autobiografiche. Frequentò la Lafayette School, la Columbus Elementary School, e la Sabin Junior, mentre studiava violino e leggeva libri in prestito della biblioteca pubblica. La stessa Tuley High School, nella quale finì gli studi superiori, rispecchiava la composizione sociale di Chicago di quel periodo: vi erano americani, polacchi, scandinavi, russi ecc., tra i quali l'amico Isaac Rosenfield (1918-56), che diventerà scrittore anche lui e farà da modello al personaggio di King Dahfu ne Il re della pioggia.
Nel 1933 la madre morì di carcinoma del polmone. Conclusi gli studi superiori, Bellow si iscrisse alla facoltà di antropologia della University of Chicago. Dovette però abbandonare l'università dopo un anno per via delle scarse risorse finanziarie famigliari.
Nel 1934 il padre si risposò e trovò un ottimo lavoro nella Carroll Coal Company, impresa di distribuzione di carbone, coke petrolifero e legname, ma l'anno successivo un incidente sul lavoro a uno dei suoi autisti lo costrinse a pagare, poiché non aveva stipulato assicurazioni, i danni alla famiglia, facendolo tornare povero.
Nel 1935, dopo aver messo da parte il denaro necessario, Bellow si iscrisse alla Northwestern University, dove si laureò a pieni voti, collaborando con qualche racconto alle riviste universitarie e fondandone una (The Beacon), poi passò all'Università del Wisconsin-Madison, dove avrebbe voluto prendere il Ph.D. Leggeva inoltre moltissimo.
Tornò a Chicago nel 1938 e si sposò con Anita Goshkin (1937-85), la prima di cinque mogli che avrà nella sua vita. Lavorò al Pestalozzi-Fröbel Teachers College (fino al 1942) e al Works Progress Administration, dove compilò schede biografiche di scrittori americani contemporanei.
Durante l'estate del 1940 fece un viaggio in Messico, dove avrebbe voluto incontrare Lev Trotsky, giungendo però il giorno dopo il suo assassinio.
Nel 1941 diventò ufficialmente cittadino statunitense. Le collaborazioni alla rivista Partisan Review dal 1941, nella quale apparvero vari racconti, lo fecero conoscere nei circoli d'avanguardia. Nel 1942, durante un viaggio a New York, conobbe Alfred Kazin e Delmore Schwartz. Intanto Bellow scrisse il romanzo The Very Dark Trees, la cui pubblicazione presso l'editore William Roth fu dapprima accettata, poi rimandata e quindi sospesa del tutto, circostanza che gli fece decidere di bruciarne il manoscritto.
Nel 1943 lavorò all'Enciclopedia Britannica, ai due volumi, chiamati Syntopicon, di supplemento al progetto Great Books of the Western World, dove vennero raccolte e riassunte le trame dei più importanti libri del mondo occidentale. Maxim Lieber (1897-1993) divenne il suo agente letterario.
Nel 1944 pubblicò il romanzo Dangling Man, storia quasi autobiografica di un uomo che aspetta la chiamata alle armi che non arriva. In aprile gli nacque il figlio Gregory. Venne poi escluso per ernia inguinale dalla partecipazione nell'esercito, ma riuscì a farsi prendere volontario nella marina mercantile, che lo assegnò a Brooklyn, per gli ultimi mesi della guerra.
A guerra conclusa, insegnò all'Università del Minnesota e frequentò Robert Penn Warren. Dopo un viaggio in Francia e Spagna, pubblicò quindi il suo secondo romanzo The Victim (1947), che lo agevolò per fargli vincere, al terzo tentativo, una borsa di studio del Guggenheim. Ritornò quindi a Parigi, dove visse per due anni, conoscendo Georges Bataille, Maurice Merleau-Ponty, Albert Camus. Altri amici in città furono Harold Kaplan, Herbert Gold (1924-), Mary McCarthy, Lionel Abel (1910-2001) e William Phillips (1907-2002). A dicembre del 1949, durante un viaggio a Londra, incontrò Cyril Connolly, Henry Green (1905–1973) e Stephen Spender.
Nel 1950 visitò Venezia, Firenze, Positano, Capri e Roma, dove incontrò Alberto Moravia e Ignazio Silone. In ottobre rientrò a New York, andando ad abitare a Forest Hills (Queens).
Nel 1951 si appassionò delle teorie di Wilhelm Reich, partecipando a sedute di energia orgonica. Intanto lavorava part-time come assistente professore all'Università di New York e al seminario di studi americani di Salisburgo. Quindi tenne alcune conferenze all'Università di Washington, dove conobbe Theodore Roethke (1908–1963) e all'Università dell'Oregon. Frequentò anche Dylan Thomas.
Nel 1952 tradusse Gimpel l'idiota dall'yiddish di Isaac Bashevis Singer, primo racconto apparso in inglese del futuro Premio Nobel (1978). Quindi in autunno insegnò alla cattedra di scrittura creativa della Princeton University, dove conobbe John Berryman e sua moglie Eileen Simpson e Sondra Tschacbasov, che diventerà, dopo il divorzio da Anita Goshkin, la sua seconda moglie.
Nel 1953 insegnò al Bard College, dove divenne amico di Keith Botsford (1928-) e pubblicò il romanzo The Adventures of Augie March (una parte del quale è stato scritto a Villa Borghese), che l'anno successivo vinse il National Book Award.
Nel 1955 suo padre morì per un aneurisma. Bellow passò otto mesi a Reno (Nevada), aspettando il divorzio. Si sposò quindi con Sondra Tschacbasov, dalla quale ebbe un figlio, Adam. I tre andarono a vivere in una casa di Tivoli, New York, che Bellow comprò con l'aiuto di una piccola eredità paterna.
Nel 1956 pubblicò la novella Seize the Day, e l'amico per tanti anni, Isaac Rosenfield, morì, a soli 38 anni. Lo stesso anno incontrò Arthur Miller e Marilyn Monroe e frequentò John Cheever. L'anno successivo, mentre insegnava all'University of Minnesota, incontrò a Chicago Philip Roth.
Nel 1959 pubblicò il romanzo Henderson the Rain King e ricevette un assegno dalla Ford Foundation. Lavorò al dramma The Last Analysis (seconda opera per il teatro dopo che nel 1952 aveva messo in scena Off-Broadway una versione per il teatro di The Victim). Lo stesso anno si separò dalla seconda moglie e fece un giro di conferenze in Polonia e in Jugoslavia.
Nel 1960 fondò una rivista, "The Noble Savage", diretta con Jack Ludwig e Keith Botsford (ne usciranno solo 5 numeri). Nel 1961 insegnò un semestre all'Università di Porto Rico e sposò in terze nozze l'insegnante Susan Glassman, da cui avrà il figlio Daniel.
Nel 1962 partecipò ad una cena presidenziale alla Casa Bianca con André Malraux ospite. Ottenne quindi, presso l'Università di Chicago, una cattedra che avrebbe dovuto durare cinque anni, ma che invece mantenne per 30 anni.
Nel 1964 pubblicò Herzog, con grande successo di vendite e ottenendo per questo il National Book Award l'anno successivo. Invece la rappresentazione teatrale di The Last Analysis durò a malapena un mese, con critiche contrastanti. Ciononostante nel 1966 insistette ancora con il teatro e mandò in scena una trilogia di atti unici, Under the Weather che durò meno di due settimane. Fece poi un viaggio nei Paesi Bassi e altrove in Europa, quindi in Israele, dove scrisse quattro articoli per "Newsday" sulla guerra dei sei giorni.
Nel 1968 divenne cavaliere dell'Ordre des Arts et des Lettres. I premi, le lauree h.c. e le onorificenze, spesso accompagnate da assegni e ospitalità, continuarono a interessarlo perché gli permettevano di scrivere e di pagare gli onorari di psicoterapia, alla quale si era sottoposto, presso diversi medici e con diversi metodi, fin dal 1951.
Pubblicò i racconti di Mosby's Memoirs (1968) e il romanzo Mr. Sammler's Planet (1970, anch'esso National Book Award). Lo stesso anno visitò per la prima volta l'Africa e tornò in Israele, dove conobbe Elie Wiesel e Golda Meir. Una nuova rivista, Anon, diretta con Keith Botsford, venne lanciata a dicembre, ma ne uscì un solo numero.
Nel 1971 fece parte della giuria del Booker Prize. L'anno successivo John Berryman si suicidò. Bellow visitò il Giappone e nuovamente alcune città europee.
Nel 1973, grazie anche all'opera dell'antroposofo inglese Owen Barfield, già amico di J. R. R. Tolkien e C. S. Lewis e membro degli Inklings, Bellow iniziò a interessarsi all'antroposofia di Rudolf Steiner, frequentando anche un gruppo di studio tenuto presso la sede di Chicago della Società antroposofica. L'influenza del pensiero di Steiner emerge soprattutto in Humboldt's Gift, che stava terminando in quel periodo. Nel 1983, inoltre, Bellow scriverà l'introduzione alla prima edizione americana del ciclo di conferenze steineriano dal titolo The Boundaries of Natural Science.
Nel 1974 celebrò il suo quarto matrimonio con Alexandra Ionescu Tulcea (1935-), professoressa di matematica dell'Università Northwestern.
Nel 1975 vinse il Premio Pulitzer per il romanzo Humboldt's Gift (da alcuni visto come ritratto di Delmore Schwartz e per questo attaccato dal "The New York Times" con l'accusa di denigrare i poeti americani). Nel 1976 pubblicò le memorie di viaggio To Jerusalem and Backe ritirò a Stoccolma un inaspettato Premio Nobel per la letteratura.
Ormai era invitato da moltissime università per lezioni e conferenze, ma subì anche pressioni dagli avvocati della terza moglie e fu condannato a pagare multe e alimenti.
Nel 1982 pubblicò The Dean's December, partecipò ai funerali di John Cheever, e apparve nella trasmissione di interviste Apostrophes di Bernard Pivot.
Nel 1984 pubblicò Him with His Foot in His Mouth. La biblioteca pubblica di Lachine, sua città natale, venne rinominata a suo nome. In quell'anno vinse anche a Capri la seconda edizione del Premio Malaparte.
Nel 1987 scrisse l'introduzione al libro controverso ma vendutissimo The Closing of the American Mind, dell'amico Allan Bloom (1930-92) e il romanzo More Die of Heartbreak.
Nel 1988 gli venne riconosciuto il Premio Scanno per la letteratura.
Nel 1989 pubblicò le novelle A Theft e The Bellarosa Connection e si sposò per la quinta volta con Janis Freedman, che era stata sua studentessa e poi assistente e dalla quale ebbe, nel 1999, una figlia, Rosie. Bellow,ormai più anziano di sua suocera, si fece costruire una casa vicino Brattleboro, nel Vermont.
Nel 1991 pubblicò Something to Remember Me By.
Nel 1993 diventò professore ordinario alla Boston University, carica che tenne fino alla morte.
Nel 1994 uscirono i saggi di It All Adds Up. Un'intossicazione alimentare lo mandò in coma, e si temette il peggio, ma si riprese.
Nel 1995 lanciò la rivista "News from the Republic of Letters" (diretta con Keith Botsford), due anni dopo uscì la novella The Actual e partecipò alla cerimonia in cui venne scoperto il suo ritratto nella National Portrait Gallery, di Washington. Lo stesso anno l'editor Harriet Wasserman pubblicò il libro di memorie su di lui, Handsome Is.
Nel 2000, pubblicò il suo ultimo romanzo, Ravelstein e l'anno successivo vennero raccolte le Collected Stories, con prefazione della moglie. Morì in casa il 5 aprile 2005 a Brookline (Massachusetts), ed è sepolto al Morningside Cemetery di Brattleboro.

## Attività letteraria

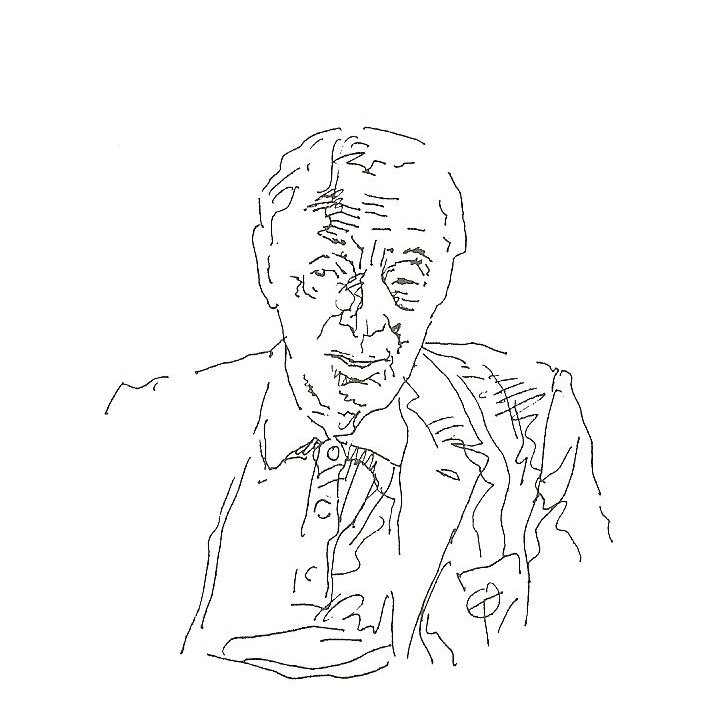
Saul Bellow, (Zoran Tucić)

Tutto il percorso letterario di Bellow è caratterizzato da una emergente sensibilità protesa alla ricerca di quelle riflessioni che possano soddisfare i grandi perché sulla vita e sui significati di essere al mondo e le ragioni del proprio essere. Il gran lavorio intellettuale dell'autore non mette in secondo piano la sfera dei sentimenti umani, piuttosto, talvolta, è l'azione narrativa a pagarne le conseguenze.
Gli antieroi di Bellow sono per lo più uomini in crisi, alla ricerca di se stessi, privi, alle volte, di grandi qualità, che faticano a inserirsi nel loro contesto sociale, attraverso i quali Bellow comunica le proprie emozioni e le proprie idee. Il quadro che ci offre Bellow è quello della condizione dell'uomo moderno e dei malesseri contemporanei, che vanno dalle nevrosi alle frustrazioni.
Già il primo romanzo di Bellow, L'uomo in bilico (Dangling Man, 1944), è un romanzo diario che contiene i più importanti aspetti dell'impostazione dell'autore. Il protagonista, ben lungi dai costumi americani superomistici, mette da parte il superdinamismo e trascorre un lungo periodo inattivo a riesaminare la propria vita, optando di arruolarsi nell'esercito pur di sottrarsi alle responsabilità del lavoro.
Il secondo romanzo La vittima (The Victim, 1947), narra il conflitto tra due colleghi, ma soprattutto tra due personalità opposte, l'una dedita alla vita pragmatica, l'altra impegnata ad approfondire le questioni morali.
Le avventure di Augie March (The Adventures of Augie March, 1952) è un romanzo in cui la elucubrazione concede spazio a un'azione fantasiosa. Ma si tratta di un breve intervallo, perché la riflessione profonda impregna l'opera seguente La resa dei conti (Seize the Day, 1956), nella quale il protagonista, Tommy traccia un bilancio della propria vita.
Un altro personaggio in crisi è il protagonista di Il re della pioggia (Henderson, the Rain King, 1959), una favola morale ambientata in un'Africa fantasiosa, che fa da sfondo al bisogno di sfuggire dai meccanismi e dai materialismi occidentali, e che consente invece una immersione in una atmosfera di ricerca spirituale per rispondere alle tematiche della vita e della morte, agevolata dal rapporto umano che il protagonista instaura con la regina e con il re dei Wariri.
Bellow si concede, a questo punto della sua carriera, una breve pausa di lavoro, che utilizzerà per la stesura del suo capolavoro Herzog (Herzog, 1964), biografia di un professore di mezza età che sfoga le proprie angosce esistenziali scrivendo missive, mai spedite, ad amici, al presidente degli Stati Uniti, a Dio e a se stesso.
Un altro romanzo tra i più significativi è Il pianeta di Mr. Sammler (Mr. Sammler's Planet, 1968), un'opera tecnicamente molto curata, in cui un vedovo sfuggito all'Olocausto osserva con un occhio benevolo la contestazione dei figli dei fiori.
La parabola umoristica incentrata sull'assurdità della vita Il dono di Humboldt (Humboldt's Gift, 1975) conclude una prima fase dell'autore.
Nelle opere successive Bellow mostra una tendenza sempre più crescente al pessimismo e all'incupimento. Si segnala il racconto La sparizione (A Theft, 1988), in cui il protagonista è una donna di successo, nella vita professionale, ma con ombre incombenti, che riguardano il suo ambito sentimentale.

## Opere

### Romanzi
- L'uomo in bilico (Dangling Man, 1944), Collana Medusa, Mondadori, Milano 1953-2007, traduzione di Barbara Placido, ISBN 8804576340; Collana Scrittori del 900, Oscar Mondadori, 1990 ISBN 8804061715; Collana Scrittori contemporanei, Oscar Mondadori, 2000, trad. di Giorgio Monicelli ISBN 8804482540.
- La vittima (The Victim, 1947), Collana I narratori n. 91, Feltrinelli, Milano, 1966, traduzione di Maria Luisa Spaziani; Collana Universale economica, Feltrinelli, 1978; Collana Scrittori moderni, Oscar Mondadori, 2012 ISBN 8804617438
- Le avventure di Augie March (The Adventures of Augie March, 1953), Collana Supercoralli, Einaudi, Torino, 1962; Collana Il bosco, Mondadori, Milano, 1967; Collana Gli struzzi n. 109, Einaudi, Torino, 1976; Introduzione di Vincenzo Mantovani, Collana Scrittori del 900, Oscar Mondadori, 2000; Collana Classici moderni, Oscar Mondadori, Milano, 2007 ISBN 9788804567097
- La resa dei conti (Seize the Day, 1956), The Viking Press, New York; Collana Coralli n. 118, Einaudi, Torino 1960-1968 traduzione di Floriana Bossi; Collana Nuovi coralli n. 167, Einaudi, Torino, 1976-1997; Collana Scrittori moderni, Oscar Mondadori, 2000 ISBN 9788804482529;
- Il re della pioggia (Henderson the Rain King, 1959), Collana I narratori, Feltrinelli, Milano, 1959-1964-1976, traduzione di Luciano Bianciardi; Collana Universale economica n. 433, Feltrinelli, 1963; Collana Romanzi e realtà, Garzanti, 1966; introduzione di Vincenzo Mantovani, Collana Narrativa n. 704, Oscar Mondadori, 1984-1986-1989; Collana Classici moderni, Oscar Mondadori, 1995-2001 ISBN 8804496169
- Herzog (Herzog, 1964), Collana Narratori n. 70, Feltrinelli, Milano, 1965-1976; Collana Gli astri, Feltrinelli, 1968; Collana Universale economica n. 628, Feltrinelli, 1971-1982; introduzione di Vincenzo Mantovani, Oscar Mondadori; Collana Classici moderni n. 36, Oscar Mondadori, 1990-2012, traduzione di Letizia Ciotti Miller, ISBN 9788804341147
- Il pianeta di Mr. Sammler (Mr. Sammler's Planet, 1970), Collana Narratori n. 191, Feltrinelli, Milano, 1971; Collana I Garzanti Romanzi n. 5, Garzanti, 1976-1979; Collana Universale economica, Feltrinelli, 1981; Collana Scrittori moderni, Oscar Mondadori, 2009 ISBN 8804589523
- Il dono di Humboldt (Humboldt's Gift, 1975); vincitore del Premio Pulitzer 1976 per la narrativa, Collana La scala, Rizzoli, Milano, 1976, traduzione di Pier Francesco Paolini; Collana Romanzi n. 234, BUR, 1978-1986; Collana Classici moderni n. 231, Oscar Mondadori, 2009 ISBN 880454516X
- Il dicembre del professor Corde (The Dean's December, 1982), Collana La Scala, Milano, Rizzoli, 1982, traduzione di Pier Francesco Paolini; BUR n. 642, 1986; Collana Scrittori moderni, Oscar Mondadori, 2000 ISBN 8804482516
- Ne muoiono più di crepacuore (More Die of Heartbreak, 1987), Collana Omnibus, Mondadori, 1987, traduzione di Marco e Dida Paggi; Collana Scrittori moderni, Oscar Mondadori, 1999 ISBN 8804474769
- Una domanda di matrimonio (The Actual, 1997), trad. di Vincenzo Mantovani, Collana Omnibus, Milano, Mondadori, 1997, ISBN 88-044-2212-2; Collana Oscar Scrittori Moderni, Milano, Mondadori, 2007, ISBN 88-04-564-60-1.
- Ravelstein (Ravelstein, 2000), trad. di Vincenzo Mantovani, Collana Scrittori Italiani e Stranieri, Milano, Mondadori, 2000, ISBN 88-04-483-25-3; Collana Oscar Scrittori Moderni, Milano, Mondadori 2001-2012, ISBN 88-04-491-23-X.

### Raccolte di racconti
- Addio alla casa gialla. Racconti (Mosby's Memoirs and Other Stories, 1968), trad. di Paola Ojetti, Milano, Feltrinelli, Milano, 1970; Collana UEF, Milano, Feltrinelli, 1978-1980-1982, ISBN 88-07-808-09-9. [6 racconti]
- Quello col piede in bocca e altri racconti (Him with His Foot in His Mouth and Other Stories, 1984), trad. di Ettore Capriolo, Collana Omnibus stranieri, Milano, Mondadori, 1984, ISBN 88-04-249-91-9; Introduzione di Vincenzo Mantovani, Collana Oscar n.1941, Mondadori, 1987; Collana Oscar Scrittori del Novecento n.849, Mondadori, 1995, ISBN 88-04-401-109; Collana Oscar Scrittori moderni, Mondadori, 2000, ISBN 88-04-485-92-2.
- Something to Remember Me By: Three Tales (1991), in Italia i tre racconti furono pubblicati dapprima separatamente per Mondadori.
  - La sparizione (A Theft), traduzione di Masolino D'Amico, Collana Omnibus stranieri, Milano, Mondadori, 1989, ISBN 88-04-324-27-9; Introduzione di Franco Garnero, Collana Oscar Narrativa n.1189, Milano, Mondadori, 1991, ISBN 88-04-353-30-9.
  - Il circolo Bellarosa (The Bellarosa Connection, 1989), traduzione di Pier Francesco Paolini, Collana Omnibus stranieri, Milano, Mondadori, 1990, ISBN 88-04-332-63-8; Collana Oscar Narrativa, Milano, Mondadori, 1992 ISBN 88-04-356-17-0.
  - L'iniziazione (Something to Remember Me By), trad. di Masolino D'Amico, Collana Passepartout n.3, Milano, Mondadori, 1992, ISBN 88-04-365-09-9.
- Il piatto d'argento (A Silver Dish), Collana Short Stories, La Biblioteca di Repubblica-L'Espresso, 2010
- Racconti (Collected Stories, 2001), traduzione di Ettore Capriolo, Pier Francesco Paolini, Masolino D'Amico e Paola Ojetti, Prefazione di Janis Bellow, Introduzione di James Wood, Collana Oscar Baobab. Moderni, Milano, Mondadori, 2023, ISBN 978-88-047-6601-8.

#### Raccolte complessive italiane
- Herzog. Il dono di Humboldt, Collana Scrittori del mondo: i Nobel, edizione speciale a cura di Claudio Gorlier, Torino UTET, 1978.
- Romanzi, vol. I, a cura di Guido Fink e Alessandra Calanchi, Collana I Meridiani, Milano, Mondadori, 2007, ISBN 978-88-045-6242-9.[10]
- Romanzi, vol. II, a cura di Guido Fink, Collana I Meridiani, Milano, Mondadori, 2008, ISBN 978-88-045-5216-1.[11]

#### Raccolte originali
- The Portable Saul Bellow, Introduzione di Gabriel Josipovici, scelta a cura dell'autore con la collaborazione di Edith Tarcov, Viking, 1974. [contiene: Henderson the Rain King, Seize the Day, e porzioni di altri romanzi]

### Teatro
- La vittima (The Victim), 1952 [versione teatrale del romanzo di Bellow]
- Il naufragio (The Wrecker), 1954; poi in Seize the Day
- L'ultima analisi: Commedia in due atti (The Last Analysis), 1964, trad. italiana di Paola Ojetti, Collana I Narratori. Teatro n. 10, Milano, Feltrinelli, 1966.
- C'è speranza nel sesso?: Tre atti unici (Under the Weather), 1966: Orange Souffle, 1965; Out from Under, 1966; A Wen, 1965, trad. italiana di Paola Ojetti, Collana I Narratori. Teatro n. 11, Milano, Feltrinelli, 1967. [Souffle à l'orange, Non c'è scampo, Un neo]

### Saggi
- Gerusalemme: Andata e Ritorno. Commentario personale (To Jerusalem and Back: a Personal Account, 1976), traduzione di Pier Francesco Paolini, Milano, Rizzoli, 1976.
- I conti tornano: da un passato oscuro a un futuro incerto (It All Adds Up: From the Dim Past to the Uncertain Future, 1994), traduzione di Franca Cavagnoli, Collana Varia Narrativa Straniera, Milano, Mondadori, 1995, ISBN 88-04-39409-9. - Collana Saggi n. 585, Oscar Mondadori, 1998 ISBN 88-04-45504-7. [compendio di saggi]
- Graven Images, 1997
- Introduzione ad Allan Bloom, La chiusura della mente americana (The Closing of American Mind, 1987), trad. di Paola Pieraccini, Frassinelli, Milano, 1988, ISBN 88-76-84110-5; La chiusura della mente americana. I misfatti dell'istruzione contemporanea. Prefazione di Saul Bellow, Collana Biblioteca, Lindau, Torino, 2009, ISBN 88-71-80798-7.
- Mozart (ed. originale in "Bostonia", Boston, primavera 1992; lecture tenuta a Firenze, in Palazzo Vecchio, il 5 dicembre 1991), traduzione di Paola Mazzarelli, Collana Passepartout n. 9, Milano, Mondadori, 1993, ISBN 88-04-36702-4.
- Saul Bellow: "Prima di andarsene". Una conversazione "Words & Images" con Norman Manea (Before I Go, 2002), traduzione di Ada Arduini, Collana La Cultura n. 660, Milano, Il Saggiatore, 2009, ISBN 88-42-81589-6. - Collana Saggi n. 290, Il Saggiatore Tascabili, 2013 ISBN 978-88-565-0361-6.
- Troppe cose a cui pensare. Saggi 1951-2000 (There is Simply Too Much to Think About: Collected Nonfiction, edited by Benjamin Taylor, 2015), traduzione di Luca Briasco, Roma, Sur, 2017, ISBN 978-88-699-8072-5. [versione ampliata dei saggi presenti in It All Adds Up]
- Christian Zervos e Saul Bellow, Jesse Reichek. Dessins, Paris, éditions Cahiers d'art, 1960, 48 dessins

### Lettere e interviste
- Sanford Pinsker (a cura di), Conversation with Contemporary American Writers: Saul Bellow, etc., Amsterdam: Rodopi, 1985 ISBN 90-6203-986-3
- Sukhbir Singh (a cura di), Conversations with Saul Bellow: A Collection of Selected Interviews, Delhi: Academic Foundation, 1993
- Gloria L. Cronin e Ben Siegel (a cura di), Conversations with Saul Bellow, University Press of Mississippi, 1994 ISBN 0-87805-718-8
- Letters, a cura di Benjamin Taylor, New York: Viking Press, 2010 ISBN 978-0-670-02221-2

### Riduzioni cinematografiche
- Seize the Day, film diretto nel 1986 da Fielder Cook e scritto da Ronald Ribman con Robin Williams protagonista e una piccola parte (l'uomo nel corridoio) dello stesso Bellow.
- Settle the Score, film TV diretto nel 1989 da Edwin Sherin liberamente tratto da La resa dei conti.

## Onorificenze

### Editoriali e Interviste
- News from the Republic of Letters (dal 1997)
- Editors (Publisher's information)
- ANON
- The Noble Savage
- "Europei presuntuosi, l'arte non è più vostra" Intervista di Alessandra Farkas - Corriere della Sera – 25 febbraio 2002